# 1935-ös sakkolimpia
A 6. sakkolimpia 1935. augusztus 16. és augusztus 31. között Lengyelországban, Varsóban került megrendezésre. A csapatok a Hamilton-Russell kupáért versengtek, amelyet az előző két sakkolimpián az amerikai válogatott hódított el.
A sakkolimpiával egyidejűleg rendezték meg tíz résztvevővel a női sakkvilágbajnokságot. A címet ezúttal is, immár ötödször, és az előző két világbajnoksághoz hasonlóan 100%-os teljesítménnyel, 9 játszmából 9 győzelemmel a csehszlovák színekben versenyző Vera Menchik szerezte meg.
A sakkolimpia ideje alatt rendezett FIDE kongresszuson döntöttek arról, hogy a nemzetközi szövetségből kilépett német sakkszövetség által az 1936-os nyári olimpiai játékokkal párhuzamosan megrendezésre kerülő eseményt nem tekintik a hivatalos 7. sakkolimpiának. A nemzetközi szövetség tagállamai ugyanakkor szabadon dönthetnek arról, hogy részt vesznek-e az eseményen vagy távol maradnak attól. A következő hivatalos sakkolimpiára Svédország a verseny ideje alatt nyújtotta be jelentkezését.

## A résztvevők
Az olimpiai csapatversenyre 20 csapat nevezett, 99 versenyzővel. A csapatok 5 főt nevezhettek, akik közül egyidejűleg négy játszott. Meg kellett adni a játékosok közötti erősorrendet, és az egyes fordulókban ennek megfelelően ülhettek le a táblákhoz. Ez lehetővé tette, hogy táblánként állapítsák meg és hirdessék ki a legjobb egyéni eredményt elérőket.
A versenyen nagyon sok fiatal, később nevessé váló versenyző vett részt. Kiemelendő közülük a magyar Lilienthal Andor és Szabó László, az észt Paul Keres, a svéd Ståhlberg, az akkor még lengyel csapatban játszó, később Argentínába emigrált Miguel Najdorf és az osztrák Erich Eliskases. Mellettük olyan, már ismertebbnek tekinthető nevek sorakoztak fel, mint a világbajnok Aljechin, az amerikai Marshall, a csehszlovák Salo Flohr, a lengyel Tartakower, a jugoszláv Pirc, az osztrák Grünfeld és Spielmann, vagy a magyaroknál a többszörös olimpikon Steiner Lajos és Havasi Kornél.

## A verseny lefolyása
A versenyt a csapatok között körmérkőzéses formában rendezték. A csapat eredményét az egyes versenyzők által megszerzett pontok alapján számolták. Holtverseny esetén vették csak figyelembe a csapateredményeket, ahol a csapatgyőzelem 2 pontot, a döntetlen 1 pontot ért. Ha ez is egyenlő volt, akkor a csapatgyőzelmek száma, az egymás elleni eredmény és a Sonneborn–Berger-számítás döntött a helyezésekről. A játszmákban fejenként 120 perc állt rendelkezésre 36 lépés megtételéhez, és ezt követően további 1–1 óra 18 lépésenként.
Az első helyekre öt csapat volt esélyes: az előző két sakkolimpián győztes amerikai válogatott mellett a házigazda lengyelek és a korábban már két hivatalos olimpiát is nyert magyar válogatotton kívül Csehszlovákia és Svédország. Az amerikaiak győzelmi esélyei nagyon lecsökkentek, miután a harmadik fordulóban 3–1-re kikaptak a magyaroktól, és a 4. fordulóban 2,5–1,5-re a svédektől. Ennek ellenére ismét megszerezték a bajnoki címet, és immár sorrendben harmadszor vihették haza a Hamilton-Russell kupát.
A magyar válogatott a 13. forduló után még a 2. helyen állt, ezután azonban három gyengébben sikerült forduló után visszaestek az 5. helyre, és hiába nyerték meg három utolsó mérkőzésüket, már nem tudtak a dobogóra felkerülni, így végül a 4. helyen végeztek. A csapatból kiemelkedett Lilienthal Andor, aki a 2. táblán elért eredményével egyéni aranyérmet szerzett, valamint Havasi Kornél, aki a 3. táblán egyéni ezüstérmes lett. Nem okozott csalódást a fiatal Szabó László sem, aki a 4. táblán a 4. legjobb eredményt érte el a mezőnyben.

## A verseny végeredménye
| H. | Ország                    | O.kód | 1  | 2  | 3  | 4  | 5  | 6  | 7  | 8  | 9  | 10 | 11 | 12 | 13 | 14 | 15 | 16 | 17 | 18 | 19 | 20 | P   | MP | +  | = | -  |
| -- | ------------------------- | ----- | -- | -- | -- | -- | -- | -- | -- | -- | -- | -- | -- | -- | -- | -- | -- | -- | -- | -- | -- | -- | --- | -- | -- | - | -- |
| 1  | Amerikai Egyesült Államok | USA   | ●  | 1½ | 2½ | 1  | 3  | 2½ | 2½ | 2½ | 2½ | 3½ | 3½ | 2½ | 3½ | 2½ | 3½ | 3  | 4  | 3½ | 3½ | 3  | 54  | 34 | 17 | 0 | 2  |
| 2  | Svédország                | SWE   | 2½ | ●  | 1½ | 2  | 2  | 1½ | 2  | 3½ | 2½ | 3½ | 3  | 2½ | 2½ | 3  | 3  | 3  | 4  | 4  | 3  | 3½ | 52½ | 31 | 14 | 3 | 2  |
| 3  | Lengyelország             | POL   | 1½ | 2½ | ●  | 2½ | 2  | 1½ | 2  | 2  | 3  | 2½ | 3½ | 3½ | 3  | 2½ | 3  | 3  | 2  | 4  | 4  | 4  | 52  | 30 | 13 | 4 | 2  |
| 4  | Magyarország              | HUN   | 3  | 2  | 1½ | ●  | 2  | 3  | 2  | 1½ | 3  | 2½ | 3  | 2½ | 2½ | 2½ | 3½ | 3½ | 3  | 3½ | 3½ | 3  | 51  | 31 | 14 | 3 | 2  |
| 5  | Csehszlovákia             | CSR   | 1  | 2  | 2  | 2  | ●  | 2  | 2  | 2½ | 2  | 3  | 3  | 2  | 4  | 3  | 2  | 3½ | 2½ | 3  | 3½ | 4  | 49  | 28 | 10 | 8 | 1  |
| 6  | Jugoszlávia               | YUG   | 1½ | 2½ | 2½ | 1  | 2  | ●  | 1  | 2  | 2  | 3  | 3  | 2½ | 2½ | 3  | 3  | 2½ | 3  | 3  | 1½ | 4  | 45½ | 27 | 12 | 3 | 4  |
| 7  | Ausztria                  | AUT   | 1½ | 2  | 2  | 2  | 2  | 3  | ●  | 2  | 1½ | 2  | 2  | 2½ | 1½ | 2  | 3  | 2½ | 1½ | 3  | 3½ | 4  | 43½ | 22 | 7  | 8 | 4  |
| 8  | Argentína                 | ARG   | 1½ | ½  | 2  | 2½ | 1½ | 2  | 2  | ●  | 1  | 2½ | 2½ | 2  | 1½ | 2½ | 2½ | 3  | 2½ | 3½ | 3½ | 3  | 42  | 24 | 10 | 4 | 5  |
| 9  | Lettország                | LAT   | 1½ | 1½ | 1  | 1  | 2  | 2  | 2½ | 3  | ●  | 2  | 1½ | 1  | 2½ | 1½ | 3  | 3  | 3  | 3½ | 2½ | 3  | 41  | 21 | 9  | 3 | 7  |
| 10 | Franciaország             | FRA   | ½  | ½  | 1½ | 1½ | 1  | 1  | 2  | 1½ | 2  | ●  | 2½ | 2½ | 1½ | 2  | 3  | 3  | 2  | 2  | 4  | 4  | 38  | 17 | 6  | 5 | 8  |
| 11 | Észtország                | EST   | ½  | 1  | ½  | 1  | 1  | 1  | 2  | 1½ | 2½ | 1½ | ●  | 1½ | 1½ | 2  | 2½ | 3½ | 3½ | 4  | 3  | 3½ | 37½ | 16 | 7  | 2 | 10 |
| 12 | Anglia                    | ENG   | 1½ | 1½ | ½  | 1½ | 2  | 1½ | 1½ | 2  | 3  | 1½ | 2½ | ●  | 3  | 1½ | 2½ | 1  | 1½ | 3  | 2  | 3½ | 37  | 15 | 6  | 3 | 10 |
| 13 | Finnország                | FIN   | ½  | 1½ | 1  | 1½ | 0  | 1½ | 2½ | 2½ | 1½ | 2½ | 2½ | 1  | ●  | 2  | 2  | 2  | 4  | 1  | 3½ | 2  | 35  | 16 | 6  | 4 | 9  |
| 14 | Litvánia                  | LTU   | 1½ | 1  | 1½ | 1½ | 1  | 1  | 2  | 1½ | 2½ | 2  | 2  | 2½ | 2  | ●  | 1½ | 2  | 1½ | 1  | 3  | 3  | 34  | 13 | 4  | 5 | 10 |
| 15 | Palesztina                | PLE   | ½  | 1  | 1  | ½  | 2  | 1  | 1  | 1½ | 1  | 1  | 1½ | 1½ | 2  | 2½ | ●  | 2  | 2½ | 2  | 3½ | 4  | 32  | 12 | 4  | 4 | 11 |
| 16 | Dánia                     | DEN   | 1  | 1  | 1  | ½  | ½  | 1½ | 1½ | 1  | 1  | 1  | ½  | 3  | 2  | 2  | 2  | ●  | 3½ | 3  | 2  | 3½ | 31½ | 12 | 4  | 4 | 11 |
| 17 | Románia                   | ROM   | 0  | 0  | 2  | 1  | 1½ | 1  | 2½ | 1½ | 1  | 2  | ½  | 2½ | 0  | 2½ | 1½ | ½  | ●  | 2  | 3  | 2½ | 27½ | 13 | 5  | 3 | 11 |
| 18 | Olaszország               | ITA   | ½  | 0  | 0  | ½  | 1  | 1  | 1  | ½  | ½  | 2  | 0  | 1  | 3  | 3  | 2  | 1  | 2  | ●  | 1½ | 3½ | 24  | 9  | 3  | 3 | 13 |
| 19 | Svájc                     | SUI   | ½  | 1  | 0  | ½  | ½  | 2½ | ½  | ½  | 1½ | 0  | 1  | 2  | ½  | 1  | ½  | 2  | 1  | 2½ | ●  | 3  | 21  | 8  | 3  | 2 | 14 |
| 20 | Írország                  | IRL   | 1  | ½  | 0  | 1  | 0  | 0  | 0  | 1  | 1  | 0  | ½  | ½  | 2  | 1  | 0  | ½  | 1½ | ½  | 1  | ●  | 12  | 1  | 0  | 1 | 18 |

## A magyar versenyzők eredményei
| Forduló                            | Ellenfél                           | Steiner Lajos | Steiner Lajos | Lilienthal Andor | Lilienthal Andor | Havasi Kornél      | Havasi Kornél | Szabó László    | Szabó László | Réthy Pál  | Réthy Pál | Pont |
| ---------------------------------- | ---------------------------------- | ------------- | ------------- | ---------------- | ---------------- | ------------------ | ------------- | --------------- | ------------ | ---------- | --------- | ---- |
| 1                                  | Anglia                             | Winter        | ½             | Thomas           | ½                | Alexander          | 1             | Atkins          | ½            |            |           | 2½   |
| 2                                  | Csehszlovákia                      | Salo Flohr    | ½             | Opočenský        | 1                | Rejfíř             | ½             |                 |              | Pelikán    | 0         | 2    |
| 3                                  | Amerikai Egyesült Államok          | Fine          | 1             | Marshall         | 1                | Kupchik            | ½             | Dake            | ½            |            |           | 3    |
| 4                                  | Argentína                          | Grau          | 0             | Bolbochán        | 1                |                    |               | Pleci           | 0            | Maderna    | ½         | 1½   |
| 5                                  | Svédország                         | Ståhlberg     | 0             | Stoltz           | ½                | Lundin             | ½             |                 |              | Danielsson | 1         | 2    |
| 6                                  | Olaszország                        |               |               | Monticelli       | 1                | Rosselli del Turco | 1             | Romi            | 1            | Napolitano | ½         | 3½   |
| 7                                  | Írország                           | Reilly        | ½             | O’Hanlon         | ½                |                    |               | Cranston        | 1            | De Burca   | 1         | 3    |
| 8                                  | Franciaország                      | Aljechin      | ½             | Betbeder Matibet | 1                | Muffang            | ½             | Raizman         | ½            |            |           | 2½   |
| 9                                  | Lettország                         | Petrovs       | 1             | Apšenieks        | ½                |                    |               | Feigins         | 1            | Krūmiņš    | ½         | 3    |
| 10                                 | Svájc                              | Naegeli       | 1             | Grob             | ½                | Michel             | 1             | Gygli           | 1            |            |           | 3½   |
| 11                                 | Jugoszlávia                        | Vidmar        | ½             | Pirc             | 1                | Kostić             | ½             |                 |              | König      | 1         | 3    |
| 12                                 | Lengyelország                      | Tartakower    | 0             | Frydmann         | ½                |                    |               | Friedmann       | ½            | Makarczyk  | ½         | 1½   |
| 13                                 | Dánia                              | Andersen      | 1             | Nielsen B.       | 1                | Enevoldsen         | 1             | Nielsen J.      | ½            |            |           | 3½   |
| 14                                 | Ausztria                           | Grünfeld      | 0             | Spielmann        | ½                |                    |               | Erich Eliskases | ½            | Podhorzer  | 1         | 2    |
| 15                                 | Finnország                         | Böök          | ½             | Solin            | 1                | Krogius            | ½             |                 |              | Salo       | ½         | 2½   |
| 16                                 | Litvánia                           | Mikenas       | 1             | Machtas          | 1                |                    |               | Vaitonis        | 0            | Luckis     | ½         | 2½   |
| 17                                 | Észtország                         | Paul Keres    | 1             | Friedemann       | 1                | Raud               | 1             |                 |              | Kibbermann | 0         | 3    |
| 18                                 | Palesztina                         | Foerder       | 1             | Enoch            | ½                |                    |               | Dobkin          | 1            | Czerniak   | 1         | 3½   |
| 19                                 | Románia                            | Silbermann    | ½             | Ichim            | 1                |                    |               | Erdélyi         | 1            | Popa       | ½         | 3    |
| Szerzett pontszám (Játszmák száma) | Szerzett pontszám (Játszmák száma) | 10½ (18)      | 10½ (18)      | 15 (19)          | 15 (19)          | 8 (11)             | 8 (11)        | 9 (14)          | 9 (14)       | 8½ (14)    | 8½ (14)   |      |

## Az egyéni legjobb pontszerzők
Táblánként az első három legjobb százalékos arányt elérő versenyzőt díjazták éremmel. A második táblán a magyar Lilienthal Andor egyéni aranyérmet, a harmadik táblán Havasi Kornél ezüstérmet szerzett.
| H. | Versenyző neve      | Ország        | Pont | Játszmaszám | Százalék |
| -- | ------------------- | ------------- | ---- | ----------- | -------- |
|    | Salomon Flohr       | Csehszlovákia | 13   | 17          | 76,5     |
|    | Alekszandr Aljechin | Franciaország | 12   | 17          | 70,6     |
|    | Gideon Ståhlberg    | Svédország    | 11½  | 17          | 67,6     |
|    | Ksawery Tartakower  | Lengyelország | 11½  | 17          | 67,6     |
| H. | Versenyző neve   | Ország        | Pont | Játszmaszám | Százalék |
| -- | ---------------- | ------------- | ---- | ----------- | -------- |
|    | Lilienthal Andor | Magyarország  | 15   | 19          | 78,9     |
|    | Paulin Frydman   | Lengyelország | 11½  | 16          | 71,9     |
|    | Gösta Stoltz     | Svédország    | 12   | 19          | 63,2     |
|    | Jacobo Bolbochán | Argentína     | 12   | 19          | 63,2     |
| H. | Versenyző neve  | Ország                    | Pont | Játszmaszám | Százalék |
| -- | --------------- | ------------------------- | ---- | ----------- | -------- |
|    | Erich Eliskases | Ausztria                  | 15   | 19          | 78,9     |
|    | Havasi Kornél   | Magyarország              | 8    | 11          | 72,7     |
|    | Abraham Kupchik | Amerikai Egyesült Államok | 10   | 14          | 71,4     |
| H. | Versenyző neve      | Ország                    | Pont | Játszmaszám | Százalék |
| -- | ------------------- | ------------------------- | ---- | ----------- | -------- |
|    | Arthur William Dake | Amerikai Egyesült Államok | 15½  | 18          | 86,1     |
|    | Gösta Danielsson    | Svédország                | 15   | 19          | 78,9     |
|    | Petar Trifunović    | Jugoszlávia               | 12½  | 16          | 78,1     |
| H. | Versenyző neve         | Ország                    | Pont | Játszmaszám | Százalék |
| -- | ---------------------- | ------------------------- | ---- | ----------- | -------- |
|    | Israel Albert Horowitz | Amerikai Egyesült Államok | 12   | 15          | 80       |
|    | Jiří Pelikán           | Csehszlovákia             | 10½  | 15          | 70       |
|    | Markas Luckis          | Litvánia                  | 11   | 16          | 68,8     |

## A szépségdíjas játszmák
A legszebb játszma díja
- Erich Eliskases (AUT) – André Muffang (FRA) 1–0

A legszebb végjáték díja
- Paolin Frydman (POL) – Goesta Stoltz (SWE) ½–½